# Цветной Каньон
Цветной Каньон (араб. الوادي الملون‎ или араб. اللون كانيون‎ (al-Laun Kānyūn)) — каньон, расположенный на юго-востоке Синайского полуострова,  на плато Эт-Тих в Синайских горах, северо-западнее города Нувейба, мухафаза Южный Синай, Египет.
Скалы из разноцветного песчаника (от белого до ярко-красного) с вкраплениями гранита, кобальта, меди и древних кораллов дали название каньону. Окраска скал в некоторых местах очень яркая с призматическим металлическим блеском; в других местах — цвет камня очень мягкий и нежный. Песчаники, составляющие каньон, окрашены в различные цвета — красный, розовый, желтый, серый, фиолетовый, белый.
Каньон представляет собой естественно возникшую (вероятнее всего в результате землетрясения) гигантскую щель в песчаных скалах, хорошо сохранившегося древнего морского дна. В течение нескольких столетий вода и ветер вытачивали в красном песчанике углубление. Во время дождей (дожди бывают в среднем 4 раза в год), каньон, обычно пересыхающий в течение года, затопляется водой. Затем вода стекает в вади (пересыхающую реку) Вади-Ватир. После сильных дождей 2002 года некоторые скалы в ущелье сместились и стали неустойчивы, поэтому, в целях безопасности туристов, обязательно наличие гида.
Протяженность Цветного Каньона составляет 5 километров, высота — 25—30 метров, ширина — от 2 до 10 метров.

## Местоположение
Цветной Каньон расположен к северу от дороги город Нувейба — Монастырь Святой Екатерины. От асфальтированной дороги до каньона около 15 километров. Около Цветного Каньона находится гора Гебель-эль-Берка, а к западу от Цветного находится Белый Каньон.

## Туризм
Экскурсии в Цветной Каньон популярны у туристов. Туристическая группа на джипах прибывает к началу маршрута. Затем идёт спуск вниз по узкой извилистой тропе на дно котловины. Это начало Цветного каньона. Пока еще он широкий, его дно усыпано мелким светлым песком. Далее проход становится столь узким, что его ширины едва хватает только одному человеку. Камень стен постепенно становится другим. Над слоями камня разных цветов, формы и толщины тысячелетия работала эрозия и теперь отвесные стены каньона покрыты удивительными узорами. Гиды обычно поливают некоторые скалы водой и узоры становятся очень яркими, но в редкие дождливые периоды туристов к каньону не возят в целях безопасности. В некоторых местах спуск имеет некоторые сложности, но туристов через Цветной Каньон прошло множество, спуск их спинами уже почти отшлифован. В конце каньона в тени скал прячутся от солнца несколько растений. Там туристов ожидают джипы, на которых они приехали в каньон и продавцы сувениров.